# Tammy Duckworthová
Ladda Tammy Duckworthová (nepřechýleně Duckworth; * 12. března 1968 Bangkok, Thajsko) je americká válečná veteránka a politička za Demokratickou stranu. Od roku 2017 je senátorkou USA za stát Illinois. V letech 2013–2017 byla poslankyní Sněmovny reprezentantů, v níž zastupovala Illinois za osmý kongresový okres.
Tammy Duckworthová pochází z otcovy strany z americké vojenské rodiny. Ve své kariéře šla ve šlépějích svých předků. V roce 1990 podstoupila vojenský výcvik a stala se pilotkou vrtulníku v americké armádě. Během války v Iráku v roce 2004 byla těžce zraněna. Vedle pochroumané pravé ruky přišla o obě nohy. V americké armádě, ve které sloužila až do roku 2014, získala hodnost podplukovníka. Po své vojenské kariéře nastoupila kariéru politickou, působila ve Sněmovně reprezentantů a od roku 2017 je senátorkou amerického kongresu. V roce 2018 se stala první ženou, která v době svého mandátu v americkém kongresu přivedla na svět potomka.